# Sint-Pieterskerk (Bitsingen)

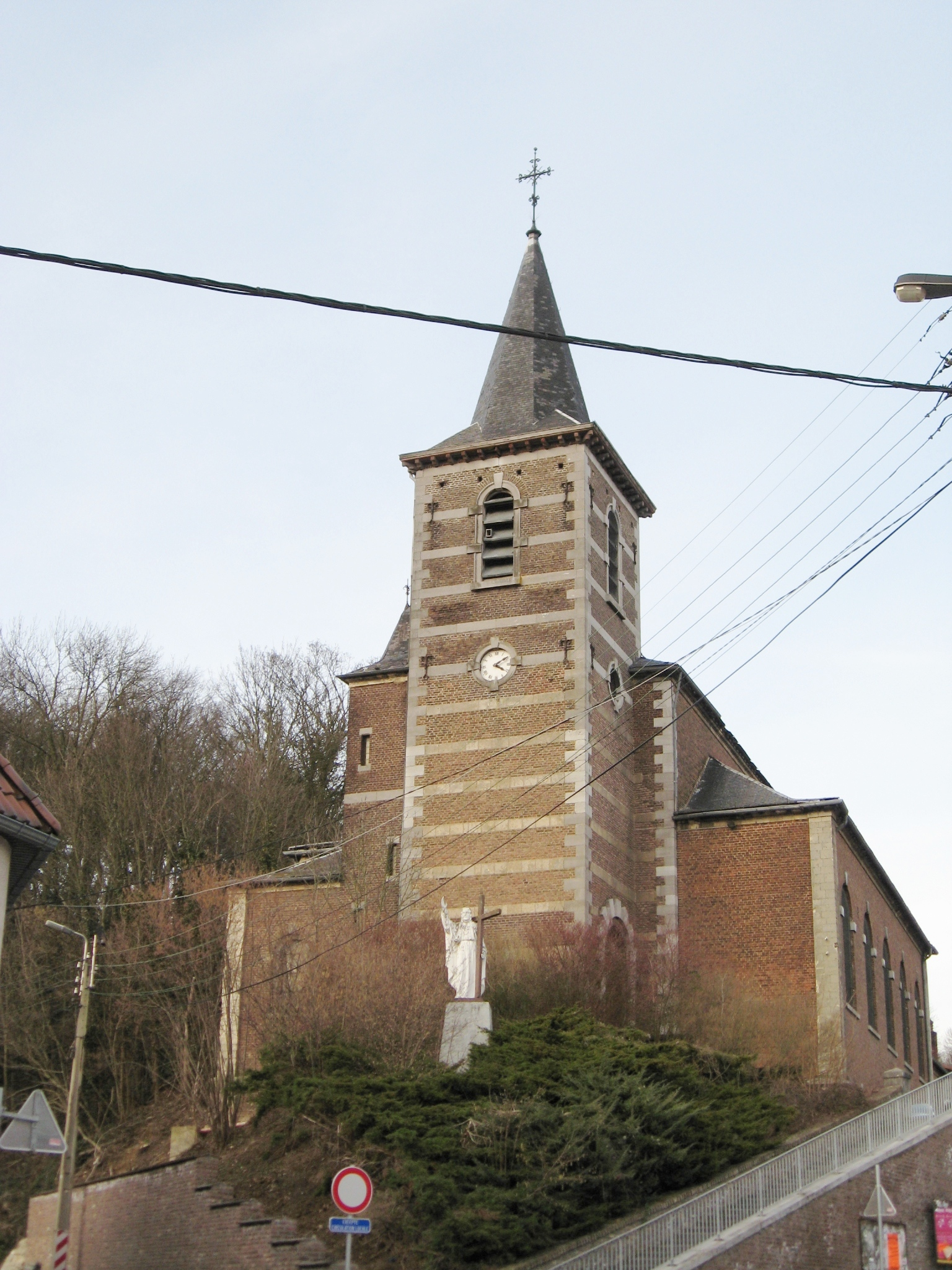
Sint-Pieterskerk

De Sint-Pieterskerk (Église Saint-Pierre) is de parochiekerk van Bitsingen in de Belgische provincie Luik. De kerk is gelegen aan de Rue de la Paille.

## Kerk
Het betreft een driebeukige bakstenen kerk in classicistische stijl van 1770, die in 1857 herbouwd werd. De toren is van 1741-1744 en werd in 1914 verhoogd. De bakstenen toren wordt gedekt door een ingesnoerde achtkante spits. Ze heeft speklagen, hoekbanden en omlijstingen van natuursteen.
De kerk bezit een hoofdaltaar uit de 2e helft van de 17e eeuw, twee classicistische zijaltaren uit de 18e eeuw.
De kerk bevindt zich tegen een helling en is met een trap te bereiken.

## Kerkhof
Op het kerkhof is een kapel te vinden, die het koor van de voorgaande kerk omvat, en waarvan het onderste deel uit de 13e en 14e eeuw en het bovenste deel uit 1744 stamt. Het heeft een altaar uit het laatste kwart van de 17e eeuw en er hangen 18e- en 19e-eeuwse schilderijen.
Op het kerkhof bevinden zich grafkruisen van 1674, 1686 en 1694.